# لويس سينجر
لويس سينجر هو محامي كندي، ولد في 1885 في النمسا، وتوفي في 1959.